# Список прапороносців Боснії і Герцеговини на Олімпійських іграх
Це список прапороносців, які представляли Боснію і Герцеговину на Олімпійських іграх .

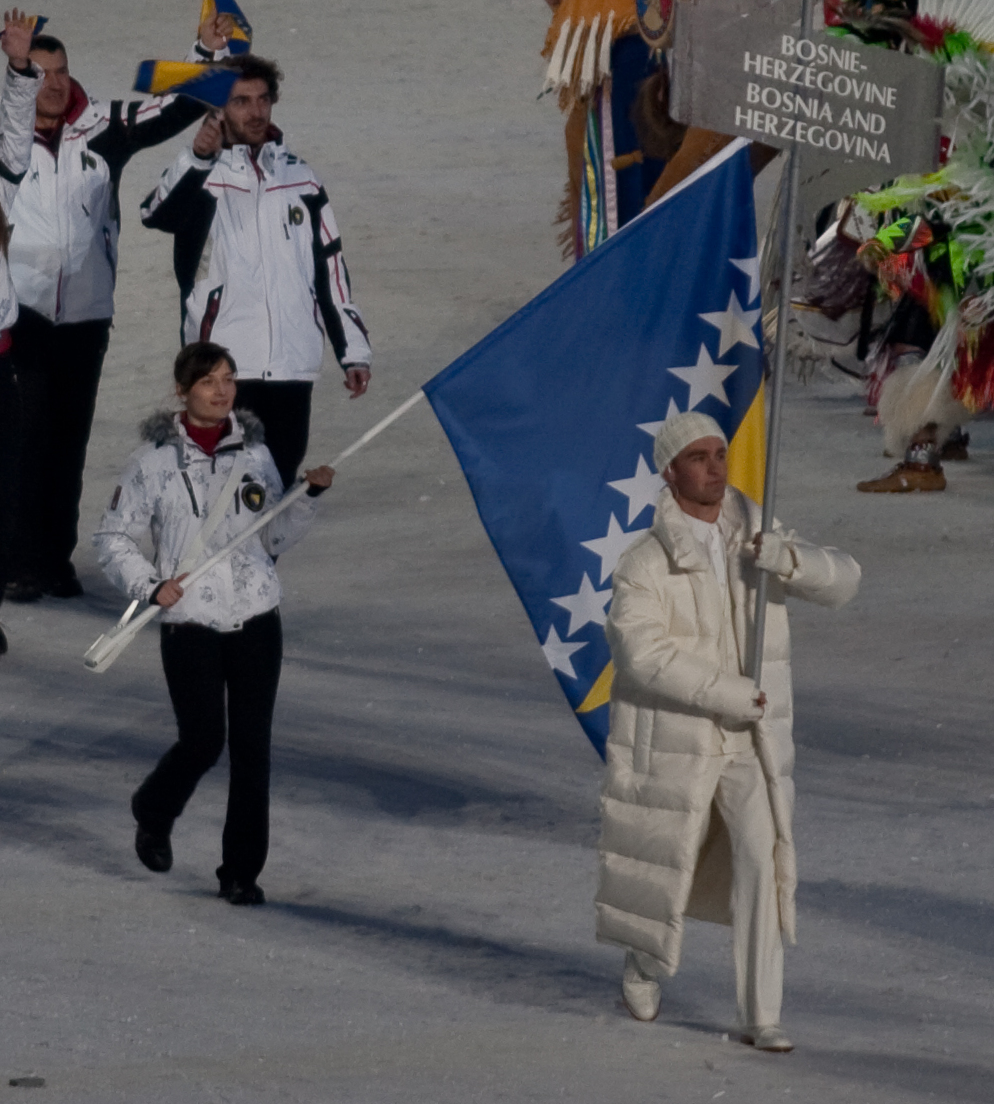
Жана Новакович - прапороносець 2010 року

| #  | Рік, Місце          | Сезон | Прапороносець         | Вид спорту          |
| -- | ------------------- | ----- | --------------------- | ------------------- |
| 1  | 1992 Барселона      | Літо  | Златан Сапачевич      | Легка атлетика      |
| 2  | 1994 Лілліхамер     | Зима  | Беким Бабич           | Лижі                |
| 3  | 1996 Атланта        | Літо  | Іслам Дагам           | Легка атлетика      |
| 4  | 1998 Нагано         | Зима  | Маріо Франджич        | Бобслей             |
| 5  | 2000 Сідней         | Літо  | Елвир Крехмич         | Легка атлетика      |
| 6  | 2002 Солт-Лейк-Сіті | Зима  | Еніс Бечирбегович     | Гірськолижний спорт |
| 7  | 2004 Афіни          | Літо  | Неджад Фазлія         | Стрільба            |
| 8  | 2006 Турин          | Зима  | Александра Васильєвич | Біатлон             |
| 9  | 2008 Пекін          | Літо  | Амель Мекич           | Дзюдо               |
| 10 | 2010 Ванкувер       | Зима  | Жана Новакович        | Гірськолижний спорт |
| 11 | 2012 Лондон         | Літо  | Амель Мекич           | Дзюдо               |
| 12 | 2014 Сочи           | Зима  | Жана Новакович        | Гірськолижний спорт |
| 13 | 2016 Ріо-де-Жанейро | Літо  | Амель Тука            | Легка атлетика      |